# Paolo Martinelli
Paolo Martinelli (Modena, 26 settembre 1952) è un ingegnere italiano progettista di motori di Formula 1 e di serie alla Ferrari e nel Gruppo Fiat.

## Biografia
Ha studiato Ingegneria meccanica presso l'Università di Bologna, laureandosi nel 1977. Appena laureato ha iniziato la sua attività alla  Ferrari, nel settore dei  motori per le vetture della produzione di serie. 
Dal 1989 fino al 1994 ha ricoperto il ruolo di Responsabile della divisione motopropulsori granturismo. Successivamente è stato nominato Capo del reparto motori della Scuderia Ferrari, dove ha iniziato lo sviluppo dei motori V10. 
Il primo motore Ferrari V10 ha corso nel 1996, ed il team ha utilizzato questa configurazione per vincere cinque Campionati piloti e sei Campionati costruttori. 
Nell'ottobre 2006 ha preso un ruolo esecutivo all'interno di Fiat, la società maggior azionista della Ferrari, come responsabile della progettazione motori. 
In questo periodo sono entrati in produzione i motori Multiair e Twin Air. Quest'ultimo è stato il primo della famiglia dei motori chiamati SGE, acronimo di “Small Gasoline Engine”. Il motore 1.4 Multiair è stato nominato “Best New Engine dell'anno” nell'edizione 2010 del concorso International Engine of the Year.
Dal 2011 è il responsabile della Direzione Powertrain Maserati, con sede a Modena.

## Riconoscimenti
Nel 2004 è stato insignito del Premio internazionale Barsanti e Matteucci